# Camille Claudel (film)
Camille Claudel è un film del 1988 diretto da Bruno Nuytten.
Progetto voluto e prodotto da Isabelle Adjani, il film ha contribuito a diffondere la conoscenza del lavoro di Camille Claudel. Diverse biografie sono state scritte sulla scultrice, ma il film è tratto principalmente dal saggio Camille Claudel. Frammenti di un destino d'artista di Reine-Marie Paris, nipote di Paul Claudel.
Il film ha avuto un totale di 2.717.136 spettatori in Francia.

## Trama
Biografia della scultrice Camille Claudel, sorella del poeta, drammaturgo e diplomatico Paul Claudel e musa di Rodin.
Camille Claudel dedica i giorni e le notti alla sua passione, la scultura. Supportata da suo padre e dal fratello Paul, sogna di entrare nello studio del grande maestro Auguste Rodin. Dopo aver dimostrato il suo talento e la determinazione a lavorare con lui, viene assunta come apprendista con la sua amica Jessie. Camille si innamora follemente del suo maestro, diventando la sua amante e la sua musa.

## Citazioni e riferimenti
- Alain Cuny, che interpreta il padre di Paul e Camille Claudel, ha interpretato molte volte le opere teatrali di Paul Claudel.
- Il secondo ruolo cinematografico per Laurent Grevill.

## Critica
Per Il Mereghetti si tratta di un film «Vissuto, più che interpretato, da una Adjani sempre sopra le righe, ancora una volta nei panni di un personaggio disperato e folle. Accuratissimo per fotografia e ricostruzione scenografica; ridondante e interminabile (nonostante il fascino di Depardieu) nel suo sviluppo narrativo» ().

## Riconoscimenti
- 1990 - Premio Oscar
  - Candidatura a Miglior film straniero (Francia)
  - Candidatura a Miglior attrice protagonista a Isabelle Adjani
- 1990 - Golden Globe
  - Candidatura a Miglior film straniero (Francia)
- 1989 - Premio César
  - Miglior film
  - Miglior attrice protagonista a Isabelle Adjani
  - Migliore fotografia a Pierre Lhomme
  - Migliore scenografia a Bernard Vézat
  - Migliori costumi a Dominique Borg
  - Candidatura a Migliore attore protagonista a Gérard Depardieu
  - Candidatura a Migliore attore non protagonista a Alain Cuny
  - Candidatura a Migliore promessa maschile a Laurent Grévill
  - Candidatura a Miglior montaggio a Joëlle Hache e Jeanne Kef
  - Candidatura a Miglior colonna sonora a Gabriel Yared
  - Candidatura a Miglior sonoro a Guillaume Sciama, Dominique Hennequin e François Groult
  - Candidatura a Migliore opera prima a Bruno Nuytten
- 1989 - Festival di Berlino
  - Orso d'argento per la migliore attrice a Isabelle Adjani
  - Candidatura all'Orso d'oro a Bruno Nuytten